# Конвенция о норвежско-российской границе (1826)
Конвенция о норвежско-российской границе — конвенция, подписанная 2 (14) мая 1826 года между Норвегией и Российской Империей о границе между двумя странами.

## История
Петсамо и Нейден с начала XVII века и до начала XIX века считались совместным норвежско-русским общинным районом. До 1826 года был налог для сколтов в России, но его платили только те, кто находился под российской юрисдикцией.
До конца XVIII века были датско-норвежские притязания на границу, которая подчиняла весь общий район Норвегии. Каждый год, начиная с 1602 года и вплоть до 1800-х годов, судебный пристав Финнмарка отправлялся из Вардёхюс в Мальмис (город Кола), чтобы предъявить русским территориальные претензии датско-норвежского короля. Россия считала, что имеет более обоснованные претензии на общий район, поскольку русские саамы (сколты) были гражданами России, а также попадали под российскую юрисдикцию. Кроме того, сколты ранее получали привилегии от русского царя, и, что не менее важно, основной торговый путь сколтов всегда шёл на восток.
Когда судебный пристав в Финнмарке не смог отстоять свои требования в 1816, 1819 и 1822 годах, российские власти сочли само собой разумеющимся, что норвежцы отказались от общинных районов. Они жаловались на то, что норвежцы нарушили саамский язык сколт и что солдаты из Вардехуса застрелили оленей, принадлежавших саамам. В результате конфликтов 1820-х годов пограничные округа были разделены. По просьбе правительств своих стран два офицера — полковник Сперк с норвежской стороны и подполковник Валериан Галямин с русской — составили карту границы летом 1825 года. Карта была компромиссом между требованиями Норвегии и России и легла в основу пограничной конвенции между Норвегией и Россией. Конвенция была подписана в Санкт-Петербурге 14 мая 1826 года королём Швеции и Норвегии Карлом XIV Юханом и русским императором Николаем I.
Летом 1826 года была проведена пограничная съёмка и разметка границы. Сухопутная пограничная дорога была проложена размером в 6 локтей или 5 аршин в ширину (около 4 м). Принцип глубокого возраста был использован в качестве основы для пересечения границы в Гренсе-Якобсэльве и реке Паз. Таким образом, большая часть Варяжского залива (Варенгской губы), ныне Варангер-фьорд, с побережьем (Нявдемский и Пазрецкий погосты), оказалась по Норвежскую сторону границы.
В 1920 году территория Петсамо на российской стороне была передана Финляндии, а Норвегия больше не имела границы с Россией (Советским Союзом). 19 сентября 1944 года, в результате установления перемирия после советско-финской войны, Финляндия должна была вернуть район Петсамо Советскому Союзу, а граница между Россией и Норвегией была восстановлена, став такой же, какой была с 1826 года.